# Lijst van Hongaarse steden
Hongarije telde op 15 juli 2013 in totaal 346 steden (plaatsen met de titel város). Het aantal kan jaarlijks veranderen omdat de dorpen (tevens Hongaarse gemeente) deze status kunnen krijgen van de president.

## Lijst van steden
- Aba (Hongarije)
- Abádszalók
- Abaújszántó
- Abony
- Ács
- Adony
- Ajka
- Albertirsa
- Alsózsolca
- Aszód
- Bábolna
- Bácsalmás
- Badacsonytomaj
- Baja
- Baktalórántháza
- Balassagyarmat
- Balatonalmádi
- Balatonboglár
- Balatonföldvár
- Balatonfüred
- Balatonfűzfő
- Balatonkenese
- Balatonlelle
- Balkány
- Balmazújváros
- Barcs
- Bátaszék
- Bátonyterenye
- Battonya
- Békés
- Békéscsaba
- Bélapátfalva
- Beled
- Berettyóújfalu
- Berhida
- Besenyszög
- Biatorbágy
- Bicske
- Biharkeresztes
- Bodajk
- Bóly
- Bonyhád
- Borsodnádasd
- Budakalász
- Budakeszi
- Budaörs
- Boedapest
- Bük
- Cegléd
- Celldömölk
- Cigánd
- Csákvár
- Csanádpalota
- Csenger
- Csepreg
- Csongrád
- Csorna
- Csorvás
- Csurgó
- Dabas
- Debrecen
- Demecser
- Derecske
- Dévaványa
- Devecser
- Diósd
- Dombóvár
- Dombrád
- Dorog
- Dunaföldvár
- Dunaharaszti
- Dunakeszi
- Dunaújváros
- Dunavarsány
- Dunavecse
- Edelény
- Eger
- Elek
- Emőd
- Encs
- Enying
- Ercsi
- Érd
- Esztergom
- Fegyvernek
- Fehérgyarmat
- Felsőzsolca
- Fertőd
- Fertőszentmiklós
- Fonyód
- Fót
- Füzesabony
- Füzesgyarmat
- Gárdony
- Göd
- Gödöllő
- Gönc
- Gyál
- Gyomaendrőd
- Gyömrő
- Gyöngyös
- Gyöngyöspata
- Gyönk
- Győr
- Gyula
- Hajdúböszörmény
- Hajdúdorog
- Hajdúhadház
- Hajdúnánás
- Hajdúsámson
- Hajdúszoboszló
- Hajós
- Halásztelek
- Harkány
- Hatvan
- Herend
- Heves
- Hévíz
- Hódmezővásárhely
- Ibrány
- Igal
- Isaszeg
- Izsák
- Jánoshalma
- Jánosháza
- Jánossomorja
- Jászapáti
- Jászárokszállás
- Jászberény
- Jászfényszaru
- Jászkisér
- Kaba
- Kadarkút
- Kalocsa
- Kaposvár
- Kapuvár
- Karcag
- Kazincbarcika
- Kecel
- Kecskemét
- Kemecse
- Kenderes
- Kerekegyháza
- Kerepes
- Keszthely
- Kisbér
- Kisköre
- Kiskőrös
- Kiskunfélegyháza
- Kiskunhalas
- Kiskunmajsa
- Kistarcsa
- Kistelek
- Kisújszállás
- Kisvárda
- Komádi
- Komárom
- Komló
- Kondoros
- Kozármisleny
- Körmend
- Körösladány
- Kőszeg
- Kunhegyes
- Kunszentmárton
- Kunszentmiklós
- Lábatlan
- Lajosmizse
- Lébény
- Lengyeltóti
- Lenti
- Létavértes
- Letenye
- Lőrinci
- Maglód
- Mágocs
- Makó
- Mándok
- Marcali
- Máriapócs
- Martfű
- Martonvásár
- Mátészalka
- Medgyesegyháza
- Mélykút
- Mezőberény
- Mezőcsát
- Mezőhegyes
- Mezőkeresztes
- Mezőkovácsháza
- Mezőkövesd
- Mezőtúr
- Mindszent
- Miskolc
- Mohács
- Monor
- Mór
- Mórahalom
- Mosonmagyaróvár
- Nádudvar
- Nagyatád
- Nagybajom
- Nagyecsed
- Nagyhalász
- Nagykálló
- Nagykanizsa
- Nagykáta
- Nagykőrös
- Nagymányok
- Nagymaros
- Nyékládháza
- Nyergesújfalu
- Nyíradony
- Nyírbátor
- Nyíregyháza
- Nyírlugos
- Nyírmada
- Nyírtelek
- Ócsa
- Onga
- Orosháza
- Oroszlány
- Őrbottyán
- Őriszentpéter
- Ózd
- Örkény
- Pacsa
- Paks
- Pálháza
- Pannonhalma
- Pápa
- Pásztó
- Pécel
- Pécs
- Pécsvárad
- Pétervására
- Pilis
- Piliscsaba
- Pilisvörösvár
- Polgár
- Polgárdi
- Pomáz
- Pusztaszabolcs
- Putnok
- Püspökladány
- Rácalmás
- Ráckeve
- Rakamaz
- Rákóczifalva
- Répcelak
- Rétság
- Rudabánya
- Sajóbábony
- Sajószentpéter
- Salgótarján
- Sándorfalva
- Sárbogárd
- Sarkad
- Sárospatak
- Sárvár
- Sásd
- Sátoraljaújhely
- Sellye
- Siklós
- Simontornya
- Siófok
- Solt
- Soltvadkert
- Sopron
- Sülysáp
- Sümeg
- Szabadszállás
- Szarvas
- Százhalombatta
- Szécsény
- Szeged
- Szeghalom
- Székesfehérvár
- Szekszárd
- Szendrő
- Szentendre
- Szentes
- Szentgotthárd
- Szentlőrinc
- Szerencs
- Szigethalom
- Szigetszentmiklós
- Szigetvár
- Szikszó
- Szob
- Szolnok
- Szombathely
- Tab
- Tamási
- Tápiószele
- Tapolca
- Tát
- Tata
- Tatabánya
- Téglás
- Tét
- Tiszacsege
- Tiszaföldvár
- Tiszafüred
- Tiszakécske
- Tiszalök
- Tiszaújváros
- Tiszavasvári
- Tokaj
- Tolna
- Tompa
- Tótkomlós
- Tököl
- Törökbálint
- Törökszentmiklós
- Tura
- Túrkeve
- Újfehértó
- Újhartyán
- Újkígyós
- Újszász
- Üllő
- Vác
- Vaja
- Vámospércs
- Várpalota
- Vásárosnamény
- Vasvár
- Vecsés
- Velence
- Veresegyház
- Verpelét
- Veszprém
- Vésztő
- Villány
- Visegrád
- Záhony
- Zalaegerszeg
- Zalakaros
- Zalalövő
- Zalaszentgrót
- Zamárdi
- Zirc
- Zsámbék